# 斯科細亞廣場
斯科細亞廣場（英語：Scotia Plaza）是一座位於加拿大安大略省多倫多市中心的商業辦公大樓，建於1988年，設計者為WZMH建築事務所。這幢建築複合體坐落於城市鬧區的核心，東臨央街，南面皇帝街，西向卑街，北面則是阿德里街。斯科細亞廣場是由三座建築體所組成。
斯科細亞廣場是加拿大豐業銀行的總部，共68層高902呎，為加拿大第三高的建築。此大樓底部包含建於1946-51年，呈布雜藝術風格的諾華斯高沙銀行大樓。這座27層高115（377英尺）的大廈於1975年被多倫多市政府列為重要歷史建築，並於斯科細亞廣場興建期間進行翻新，與新建的大樓透過一座樓高14層的玻璃幕牆中庭相連。
為了擴充其多倫多總部，加拿大豐業銀行於1980年代夥拍奧林匹亞與約克公司（Olympia and York）發展斯科細亞廣場。項目於1985年動工，1988年落成，業權歸奧林匹亞與約克。該公司於1993年因債台高築而倒閉，豐業銀行隨之率領一財團購入斯科細亞廣場，並於往後五年陸續收購其他夥伴的股權，該行遂成為大樓的最大業主。該行於2012年1月宣佈放售斯科細亞廣場，同年5月以12億7千萬加元將大樓售予登地（Dundee）和H&R兩間房地產投資信託公司，但該行總部保留在此。

## 外部連結
- 维基共享资源上的相關多媒體資源：斯科細亞廣場
- 斯科細亞廣場網頁 （页面存档备份，存于）（英文）